# Métro de Hefei
Le Métro de Hefei (en chinois : 合肥轨道交通) est l'un des systèmes de transport en commun de Hefei, capitale de la province du Anhui, en République populaire de Chine. L'inauguration de la première ligne a eu lieu le 26 décembre 2016.

## Réseau
Dans un premier temps, une ligne-test de 4,4 km de long sera construite. D'ici 2016, ce tronçon sera complété afin d'atteindre 29 km : la ligne 1 ouvrira alors au public. La ligne 1 traversera la ville du Nord au Sud et comptera 25 stations. Elle reliera la gare d'Hefei au District du Lac en passant par la gare de Hefei Sud.
La ligne 2, également en construction, ouvrira en 2017, et traversera l'agglomération d'Est en Ouest.  Elle comptera 22 stations, pour une longueur totale de 27 km.